# 벤자민 클레멘타인
벤자민 클레멘타인(영어: Benjamin Clementine, 1988년 12월 7일~)은 잉글랜드의 배우, 작곡가, 음악가이다.

## 가족관계
- 배우자: 플로 모리세이 (1994년 12월 25일~)
  - 아들: 줄리안 주피터 리차드 생트 클레멘틴 (2017년 12월 25일~)
  - 딸: 헬레나 클레멘타인 (2019년 10월 29일~)